# 贝路-巴尼
贝路-巴尼（英語：Bel-bani）（？—前1691年），古亚述时期的亚述国王，（公元前1700年—公元前1691年在位）继承阿达西之位，为空位时代结束后的较有成就亚述君主，他成功恢复政局的稳定。在位约10年。死后由利巴伊亚接任。
| 前任： 阿达西 | 亚述国王 前1700年－前1691年 | 繼任： 利巴伊亚 |